# Спатулярія
Spathularia — рід грибів родини Cudoniaceae. Назва вперше опублікована 1794 року.